# Rameshbabu Praggnanandhaa

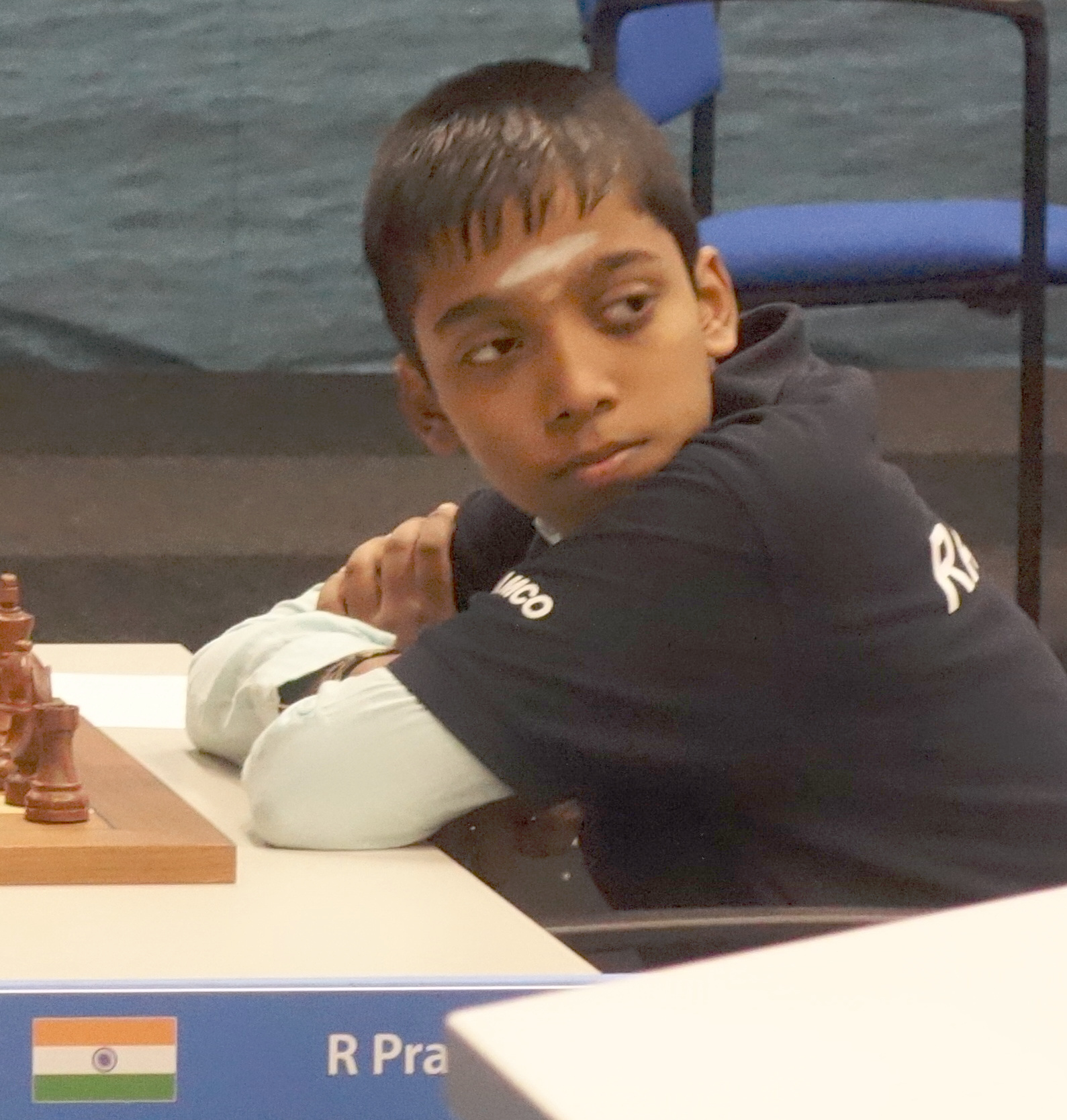
Praggnanandhaa in januari 2019, op 13-jarige leeftijd op het Tata Steel toernooi

Rameshbabu "Pragg" Praggnanandhaa (10 augustus 2005) is een Indiase schaker. Hij is sinds 2018 een grootmeester (GM). Hij is een wonderkind, en is de op vier na jongste persoon die ooit de grootmeestertitel bereikte, achter Abhimanyu Mishra, Sergej Karjakin, Dommaraju Gukesh en Javokhir Sindarov. Op 22 februari 2022, op 16-jarige leeftijd, werd hij de jongste speler die ooit een partij won van de regerend wereldkampioen Magnus Carlsen, in een rapidschaak-partij op het Airthings Masters rapidschaak-toernooi.

## Schaakcarrière
Praggnanandhaa won in 2013 het Wereldkampioenschap schaken voor jeugd in de categorie tot 8 jaar, waarmee hij op 7-jarige leeftijd een FIDE Meester (FM) werd. In 2015 won hij het Wereldjeugdkampioenschap in de categorie tot 10 jaar.
In 2016 werd Praggnanandhaa de jongste Internationaal meester (IM) in de geschiedenis, op de leeftijd 10 jaar, 10 maanden, en 19 dagen. Zijn eerste grootmeesternorm behaalde hij op het Wereldkampioenschap schaken voor junioren in november 2017, waar hij met 8 pt. uit 10 als vierde eindigde. Op 17 april 2018 behaalde hij zijn tweede GM-norm op het Heraklion Fischer Memorial in Griekenland. Op 23 juni 2018 behaalde hij de derde en laatst benodigde norm op het the Gredine Open in Urtijëi, Italië, door in ronde 8 te winnen van Luca Moroni, waarmee hij op de leeftijd van 12 jaar, 10 maanden en 13 dagen, de op dat moment op één na jongste persoon werd die deze titel behaalde (Karjakin behaalde de titel op de leeftijd 12 jaar en 7 maanden).
In januari 2018 werd Praggnanandhaa met de score 5 pt. uit 9 gedeeld derde met GM Alder Escobar Forero en IM Denys Shmelov op het winter-invitatietoernooi van Charlotte Chess Center, gehouden in in Charlotte, North Carolina.
In 2018 ontving Praggnanandhaa een invitatie van het Magistral de León Masters toernooi in Spanje voor een rapidmatch over 4 partijen tegen Wesley So. Praggnanandhaa won de eerste partij, en na drie partijen stond het 1½–1½. In de laatste partij won So van Praggnanandhaa, waarmee So de match won met 2½–1½.
In juli 2019 won Praggnanandhaa de Xtracon Chess Open in Denemarken, met 8½ pt. uit 10 (+7 =3 –0). Op 12 okt. 2019 won hij het Wereldkampioenschap voor jeugd in de categorie tot 18 jaar met 9 pt. uit 11. In december 2019 werd hij de op één na jongste persoon die een Elo-rating van 2600 bereikte. Hij was toen 14 jaar, 3 maanden en 24 dagen oud.
In april 2021 won Praggnanandhaa de Polgar Challenge, dat is deel 1 (van in totaal 4) van de Julius Baer Challengers Chess Tour, een online rapidschaak-toernooi voor jonge talenten, georganiseerd door de Julius Baer Group en Chess24.com. Hij behaalde 15.5 pt. uit 19, met 1.5 pt. voorsprong op de als tweede eindigenden. Hierdoor kwalificeerde hij zich voor de eerstvolgende Meltwater Champions Chess Tour, gehouden op 24 april 2021, waar hij als 10e eindigde met 7 pt. uit 15 (+4 =6 -5), met overwinningen op Teimour Radjabov, Jan-Krzysztof Duda, Sergey Karjakin en Johan-Sebastian Christiansen en een remise tegen de wererldkampioen Magnus Carlsen.
Praggnanandhaa nam in 2021 als 90e geplaatst deel aan Wereldbeker schaken. In ronde 2 versloeg hij GM Gabriel Sargissian met 2–0, en drong via winst op GM Michał Krasenkow in de rapid tiebreaks in ronde 3, door tot de vier ronde, waarin hij werd uitgeschakeld door Maxime Vachier-Lagrave.
Praggnanandhaa speelde in de Masters sectie van het Tata Steel schaaktoernooi 2022, waarin hij won van Andrey Esipenko, Vidit Gujrathi en Nils Grandelius, en eindigde als 12e met in totaal 5½ punt.
Op 2 februari 2025 won Praggnanandhaa het Tata Steel schaaktoernooi in WIjk aan Zee door de tiebreak te winnen van wereldkampioen Dommaraju Gukesh.

## Winst tegen Carlsen
Op 20 februari 2022 werd hij de derde Indiase speler (na Anand en Harikrishna) die ooit een partij won van wereldkampioen Magnus Carlsen. Dit gebeurde in het online Airthings Masters rapidschaak-toernooi van de Champions Chess Tour 2022, met speeltempo 15 minuten per persoon per partij + 10 sec increment.

## Persoonlijk leven
Hij is een broer van grootmeester bij de dames (WGM) Vaishali Rameshbabu. Zijn vader, Rameshbabu, werkt bij de Tamil Nadu State Corporation Bank als filiaalchef. Zijn moeder, Nagalakshmi, is huisvrouw.

## Externe koppelingen
- (en)   Informatie over schaakpartijen van Rameshbabu Praggnanandhaa op ChessGames.com
- (en)   Informatie over schaakpartijen van Rameshbabu Praggnanandhaa op 365chess.com
- (en)  FIDE-ratinggegevens voor Rameshbabu Praggnanandhaa